# Géorgie aux Jeux olympiques d'été de 2012
La Géorgie participe aux Jeux olympiques d'été de 2012 à Londres au Royaume-Uni du 27 juillet au 12 août 2012. Il s'agit de sa 5e participation à des Jeux olympiques d'été.

## Médaillés
| Médaille | Nom                       | Sport               | Compétition            | Date       |
| -------- | ------------------------- | ------------------- | ---------------------- | ---------- |
| Or       | Lasha Shavdatuashvili     | Judo                | Moins de 66 kg hommes  | 29 juillet |
| Argent   | Revaz Lashkhi             | Lutte gréco-romaine | Moins de 60 kg hommes  | 6 août     |
| Argent   | Vladimer Khintchegachvili | Lutte libre         | Moins de 55 kg hommes  | 10 août    |
| Argent   | Davit Modzmanashvili      | Lutte libre         | Moins de 120 kg hommes | 11 août    |
| bronze   | Manuchar Tskhadaia        | Lutte gréco-romaine | Moins de 66 kg hommes  | 7 août     |
| bronze   | Dato Marsagishvili        | Lutte libre         | Moins de 84 kg hommes  | 11 août    |
| bronze   | George Gogshelidze        | Lutte libre         | Moins de 96 kg hommes  | 12 août    |

## Cyclisme

### Cyclisme sur route
En cyclisme sur route, la Géorgie a qualifié un homme et aucune femme.
| Athlète          | Compétition            | Temps   | Rang |
| ---------------- | ---------------------- | ------- | ---- |
| Giorgi Nadiradze | Course en ligne hommes | Abandon | -    |

## Gymnastique

### Trampoline
| Athlète       | Compétition | Séries | Séries | Finale | Finale |
| Athlète       | Compétition | Score  | Rang   | Score  | Rang   |
| ------------- | ----------- | ------ | ------ | ------ | ------ |
| Luba Golovina | Femmes      |        |        |        |        |

## Judo
Hommes
| Athlète                | Compétition     | 1/32 de finale      | 1/16 de finale      | 1/8 de finale       | Quarts de finale    | Demi-finales        | Repêchage 1         | Repêchage 2         | Finale              | Finale |
| Athlète                | Compétition     | Adversaire Résultat | Adversaire Résultat | Adversaire Résultat | Adversaire Résultat | Adversaire Résultat | Adversaire Résultat | Adversaire Résultat | Adversaire Résultat | Rang   |
| ---------------------- | --------------- | ------------------- | ------------------- | ------------------- | ------------------- | ------------------- | ------------------- | ------------------- | ------------------- | ------ |
| Betkili Shukvani       | Moins de 60 kg  |                     |                     |                     |                     |                     |                     |                     |                     |        |
| Lasha Shavdatuashvili  | Moins de 66 kg  |                     |                     |                     |                     |                     |                     |                     |                     |        |
| Nugzar Tatalashvili    | Moins de 73 kg  |                     |                     |                     |                     |                     |                     |                     |                     |        |
| Avtandil Tchrikishvili | Moins de 81 kg  | NC                  |                     |                     |                     |                     |                     |                     |                     |        |
| Varlam Liparteliani    | Moins de 90 kg  | NC                  |                     |                     |                     |                     |                     |                     |                     |        |
| Levan Zhorzholiani     | Moins de 100 kg | NC                  |                     |                     |                     |                     |                     |                     |                     |        |
| Adam Okruashvili       | Plus de 100 kg  | NC                  |                     |                     |                     |                     |                     |                     |                     |        |

## Tir
| Athlète         | Compétition                         | Qualification | Qualification | Finale | Finale |
| Athlète         | Compétition                         | Points        | Rang          | Points | Rang   |
| --------------- | ----------------------------------- | ------------- | ------------- | ------ | ------ |
| Nino Salukvadze | Pistolet à 10 m air comprimé femmes | 376           | 33e           | NC     | NC     |

## Tir à l'arc
| Athlète         | Compétition       | Tour préliminaire | Tour préliminaire | 1er tour         | 2e tour          | 3e tour          | Quarts de finale | Demi-finales     | Finale           | Finale |
| Athlète         | Compétition       | Score             | Rang              | Adversaire Score | Adversaire Score | Adversaire Score | Adversaire Score | Adversaire Score | Adversaire Score | Rang   |
| --------------- | ----------------- | ----------------- | ----------------- | ---------------- | ---------------- | ---------------- | ---------------- | ---------------- | ---------------- | ------ |
| Kristine Esebua | Individuel femmes |                   |                   |                  |                  |                  |                  |                  |                  |        |